# Diglyphosa latifolia
Diglyphosa latifolia är en orkidéart som beskrevs av Carl Ludwig von Blume. Diglyphosa latifolia ingår i släktet Diglyphosa och familjen orkidéer. Inga underarter finns listade i Catalogue of Life.

## Bildgalleri

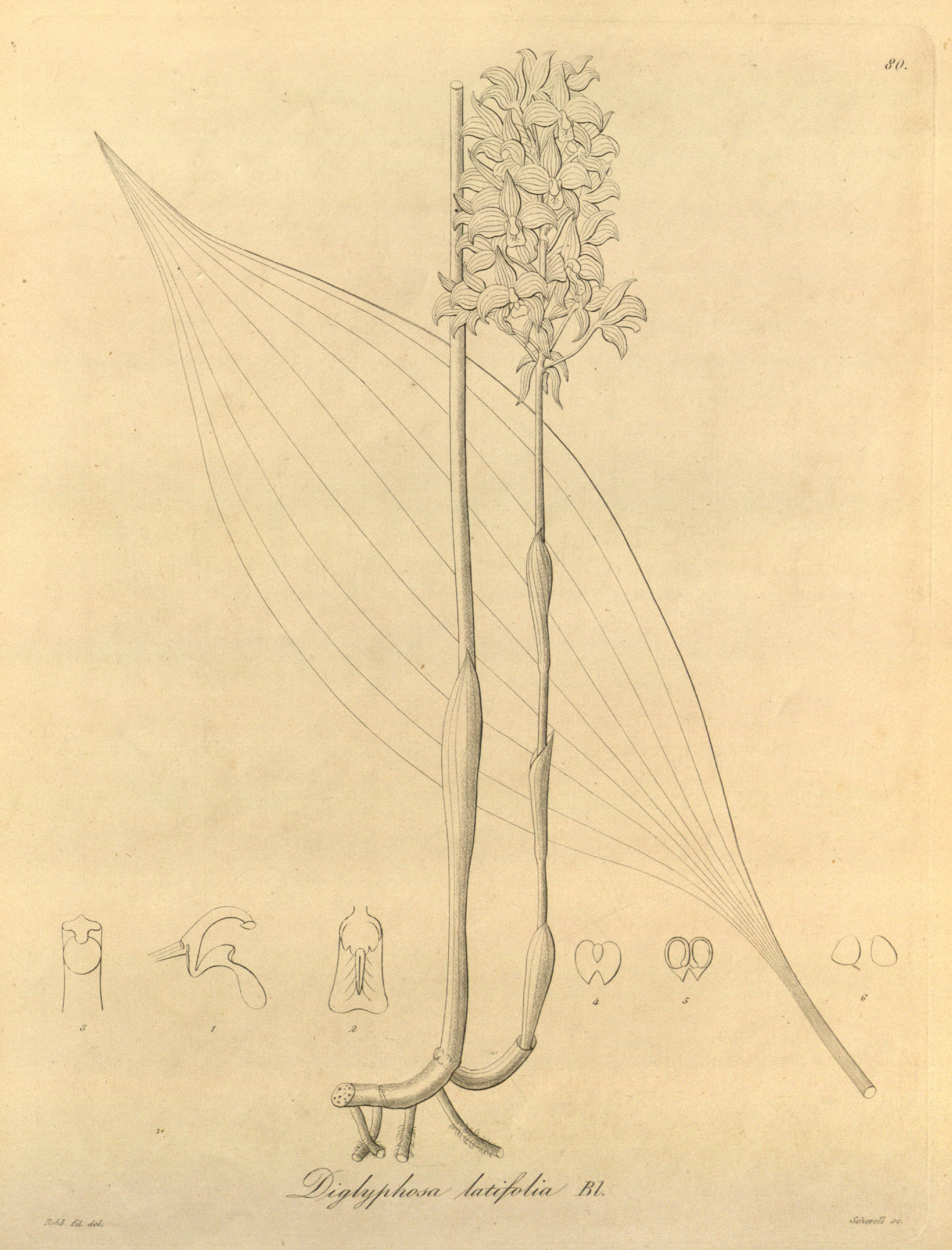